# Sveti Andraž v Slovenskih goricah
Sveti Andraž v Slovenskih goricah (em alemão:  St. Andrä in den Windischen Büheln) é um município da Eslovênia. A sede do município fica na localidade de Vitomarci.